# Concerto pathétique
El Concerto pathétique (S.258/2), terminado en 1866, es la obra para dos pianos más importante y ambiciosa de Franz Liszt. Otros compositores (como Richard Burmeister) han hecho diferentes arreglos de conciertos para piano de esta obra, basándose en las sugerencias de Liszt.
Aunque la versión para piano solo rara vez se interpreta hoy en día, el Concerto pathétique se ha convertido en una pieza de repertorio del género de dos pianos.
En 1851 la casa de edición musical más antigua de Alemania, Breitkopf & Härtel, publicó la obra para piano solo Grosses Concert-Solo (en ediciones modernas aparece como Grosses Konzertsolo) (S.176) de Liszt. Aunque no es tan popular como la posterior Sonata para piano en si menor del mismo compositor, la obra adquiere importancia por el hecho de que anticipa la sonata como una obra no programática a gran escala. Muestra similitudes estructurales con la sonata y una relación temática obvia tanto con la sonata como con la Sinfonía de Fausto.